# Wood County, Wisconsin
Wood County är ett administrativt område i delstaten Wisconsin, USA, med 74 749 invånare. Den administrativa huvudorten (county seat) är Wisconsin Rapids. 

## Geografi
Enligt United States Census Bureau har countyt en total area på 2 096 km². 2 053 km² av den arean är land och 43 km² är vatten. 

### Angränsande countyn
- Marathon County - nord
- Portage County - öst
- Adams County - sydost
- Juneau County - syd
- Jackson County - sydväst
- Clark County - nordväst